# Macksville
Macksville és una població dels Estats Units a l'estat de Kansas. Segons el cens del 2000 tenia 514 habitants.

## Demografia
Segons el cens del 2000, Macksville tenia 514 habitants, 191 habitatges, i 127 famílies. La densitat de població era de 198,5 habitants/km².
Dels 191 habitatges en un 38,2% hi vivien nens de menys de 18 anys, en un 58,1% hi vivien parelles casades, en un 5,8% dones solteres, i en un 33,5% no eren unitats familiars. En el 30,4% dels habitatges hi vivien persones soles el 17,3% de les quals corresponia a persones de 65 anys o més que vivien soles. El nombre mitjà de persones vivint en cada habitatge era de 2,69 i el nombre mitjà de persones que vivien en cada família era de 3,41.
Per edats la població es repartia de la següent manera: un 31,9% tenia menys de 18 anys, un 8% entre 18 i 24, un 27,8% entre 25 i 44, un 15,8% de 45 a 60 i un 16,5% 65 anys o més.
L'edat mediana era de 34 anys. Per cada 100 dones de 18 o més anys hi havia 89,2 homes.
La renda mediana per habitatge era de 30.625 $ i la renda mediana per família de 36.458 $. Els homes tenien una renda mediana de 24.583 $ mentre que les dones 18.036 $. La renda per capita de la població era de 12.594 $. Entorn de l'11,6% de les famílies i el 17,2% de la població estaven per davall del llindar de pobresa.

## Poblacions més properes
El següent diagrama mostra les poblacions més properes.